# Cooperativa Agrícola y Lechera de La Unión Limitada
 (février 2023).
Cooperativa Agrícola y Lechera de La Unión Limitada (COLUN ou Colún) est une société coopérative du lait et dérivés chiliens basée à La Unión, le Chili. En 2011, Colún est la deuxième plus grande entreprise de dérivé du lait au Chili après la Nouvelle-Zélande détenue Soprole.